# Dragoljub
 Ovo je glavno značenje pojma Dragoljub. Za druga značenja pogledajte Dragoljub (razdvojba).
Dragoljub (lat. Tropaeolum), biljni rod iz porodice dragoljubovki (Tropaeolaceae) čiji je dom Srednja i Južna Amerika, a pripadaju mu i nekoliko popularnih biljaka koje se uzgajaju i po vrtovima, među kojima je najpoznatiji dragoljub ili kapucinka (T. majus).
Opisao ga je Carl Linnaeus. Prva vrsta (Tropaeolum minus) uvezena je u Europu u 18. stoljeću

## Vrste
Popis vrsta:
1. Tropaeolum adpressum Hughes
2. Tropaeolum argentinum Buchenau
3. Tropaeolum asplundii Sparre
4. Tropaeolum atrocapillare Sparre
5. Tropaeolum austropurpureum (J.M.Watson & A.R.Flores) J.M.Watson & A.R.Flores
6. Tropaeolum azureum Bertero ex Colla
7. Tropaeolum beuthii Klotzsch
8. Tropaeolum bicolor Ruiz & Pav.
9. Tropaeolum boliviense Loes.
10. Tropaeolum brachyceras Hook. & Arn.
11. Tropaeolum brasiliense Casar.
12. Tropaeolum brideanum Sparre
13. Tropaeolum calcaratum Sparre
14. Tropaeolum calvum (J.F.Macbr.) Sparre
15. Tropaeolum capillare Buchenau
16. Tropaeolum carchense Killip ex Sparre
17. Tropaeolum ciliatum Ruiz & Pav.
18. Tropaeolum cirrhipes Hook.
19. Tropaeolum cochabambae Buchenau
20. Tropaeolum crenatiflorum Hook.
21. Tropaeolum curvirostre Sparre
22. Tropaeolum cuspidatum Buchenau
23. Tropaeolum deckerianum Moritz & H.Karst.
24. Tropaeolum dipetalum Ruiz & Pav.
25. Tropaeolum elzae Sparre
26. Tropaeolum emarginatum Turcz.
27. Tropaeolum ferreyrae Sparre
28. Tropaeolum fintelmannii Schltdl.
29. Tropaeolum flavipilum Killip
30. Tropaeolum garciae Sparre
31. Tropaeolum harlingii Sparre
32. Tropaeolum haynianum Bernh.
33. Tropaeolum hirsutum Sparre
34. Tropaeolum hirtifolium Hughes
35. Tropaeolum hjertingii Sparre
36. Tropaeolum hookerianum Barnéoud
37. Tropaeolum huigrense Killip
38. Tropaeolum incisum (Speg.) Sparre
39. Tropaeolum × jilesii Sparre
40. Tropaeolum kerneisinum Hughes
41. Tropaeolum kieslingii Bulacio
42. Tropaeolum kingii Phil.
43. Tropaeolum kuntzeanum Buchenau
44. Tropaeolum lasseri Sparre
45. Tropaeolum leonis Sparre
46. Tropaeolum lepidum Phil. ex Buchenau
47. Tropaeolum leptophyllum G.Don
48. Tropaeolum lindenii Wallis
49. Tropaeolum longiflorum Killip
50. Tropaeolum longifolium Turcz.
51. Tropaeolum looseri Sparre
52. Tropaeolum magnificum Sparre
53. Tropaeolum majus L.
54. Tropaeolum mexiae Killip ex Sparre
55. Tropaeolum meyeri Sparre
56. Tropaeolum minus L.
57. Tropaeolum moritzianum Klotzsch
58. Tropaeolum myriophyllum (Poepp. & Endl.) Sparre
59. Tropaeolum nubigenum Phil.
60. Tropaeolum nuptae-jucundae Sparre
61. Tropaeolum orinocense P.E.Berry
62. Tropaeolum orthoceras Gardner
63. Tropaeolum × oxalianthum C.Morren
64. Tropaeolum papillosum Hughes
65. Tropaeolum parvifolium Hughes
66. Tropaeolum patagonicum Speg.
67. Tropaeolum pellucidum Sparre
68. Tropaeolum peltophorum Benth.
69. Tropaeolum pendulum Klotzsch
70. Tropaeolum pentagonum Hughes
71. Tropaeolum pentaphyllum Lam.
72. Tropaeolum peregrinum L.
73. Tropaeolum polyphyllum Cav.
74. Tropaeolum porifolium (Cav.) L.Andersson & S.Andersson
75. Tropaeolum pubescens Kunth
76. Tropaeolum purpureum Killip
77. Tropaeolum repandum Heilb.
78. Tropaeolum rhomboideum Lem.
79. Tropaeolum sanctae-catharinae Sparre
80. Tropaeolum seemannii Buchenau
81. Tropaeolum sessilifolium Poepp. & Endl.
82. Tropaeolum slanisii Bulacio
83. Tropaeolum smithii DC.
84. Tropaeolum sparrei B.Ståhl
85. Tropaeolum speciosum Poepp. & Endl.
86. Tropaeolum steyermarkianum Sparre
87. Tropaeolum stipulatum Buchenau & Sodiro
88. Tropaeolum × tenuirostre Steud.
89. Tropaeolum traceyae Hughes
90. Tropaeolum trialatum (Suess.) L.Andersson & S.Andersson
91. Tropaeolum tricolor Sweet
92. Tropaeolum trilobum Turcz.
93. Tropaeolum tuberosum Ruiz & Pav.
94. Tropaeolum umbellatum Hook.
95. Tropaeolum wagnerianum H.Karst. ex Klotzsch
96. Tropaeolum warmingianum Rohrb.
97. Tropaeolum willinkii Sparre